# EXCOMM

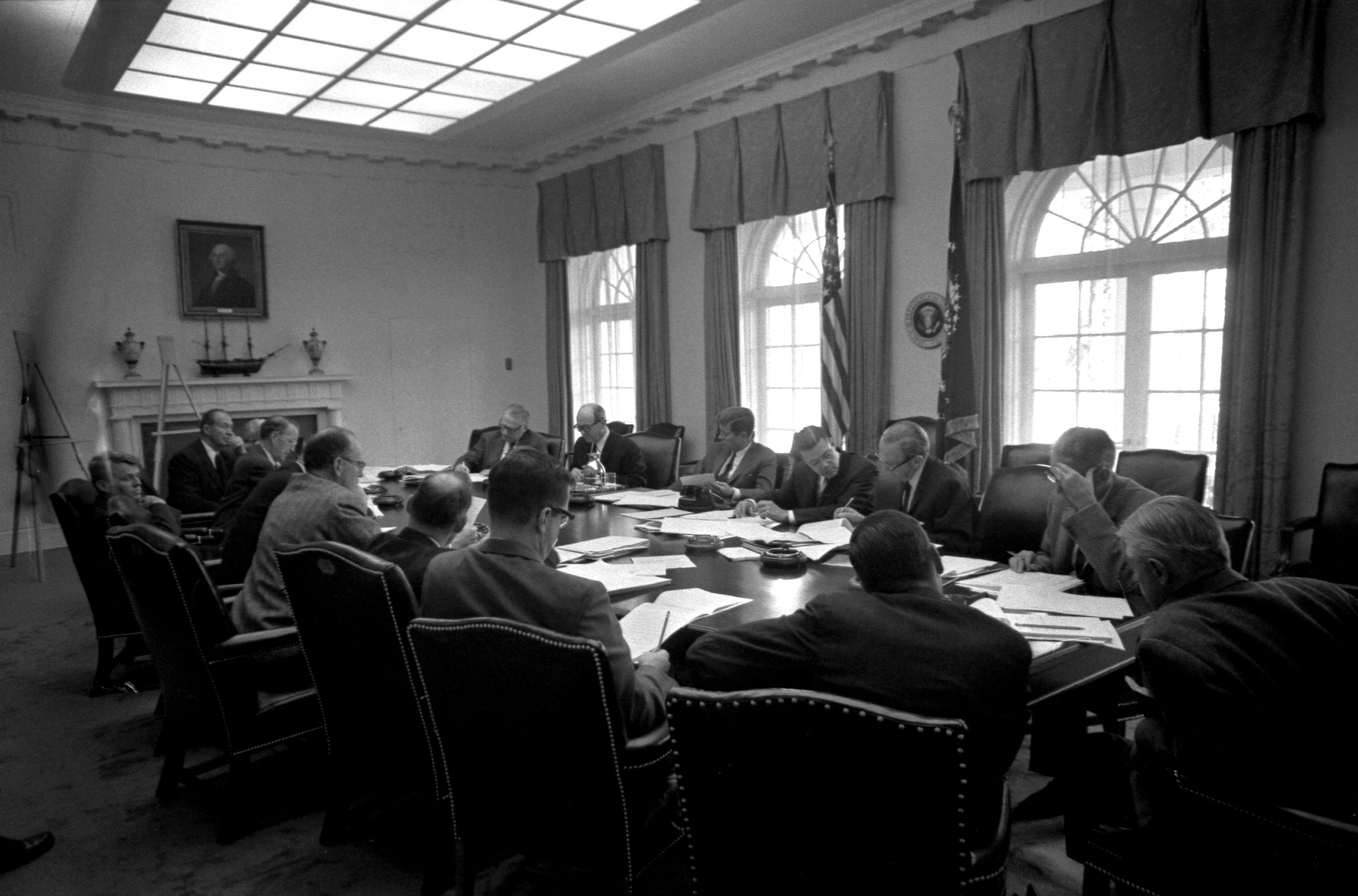
Riunione dell'EXCOMM alla Casa Bianca durante la crisi dei missili di Cuba, 29 ottobre 1962.

L'Executive Committee of the National Security Council (in lingua italiana "Comitato Esecutivo del Consiglio di Sicurezza Nazionale"), comunemente chiamato ExComm, è stato un organismo di funzionari del governo degli Stati Uniti formatosi per consigliare il presidente John F. Kennedy durante la crisi dei missili di Cuba del 1962. Era composto dal membri effettivi del Consiglio di Sicurezza Nazionale assieme ad altri alte personalità i cui parere erano considerati dal Presidente utili durante la crisi. EXCOMM è stato formalmente istituito per mezzo del National Security Action Memorandum 196 del 22 ottobre 1962 benché fosse già stato formato qualche giorno prima. Ne facevano parte dodici membri effettivi oltre al presidente. Le riunioni si tennero per la maggior parte nella Cabinet Room dell'ala ovest della Casa Bianca e vennero segretamente registrate per mezzo di registratori attivati dallo stesso Kennedy. Nessuno degli altri membri del comitato sapeva che le riunioni venivano registrate, tranne probabilmente il fratello del presidente, il procuratore generale Robert F. Kennedy.

## Membri

### National Security Council
- John F. Kennedy, Presidente
- Lyndon B. Johnson, Vice Presidente
- Dean Rusk, Segretario di Stato
- C. Douglas Dillon, Segretario al tesoro
- Robert McNamara, Segretario della difesa
- Robert F. Kennedy, Procuratore generale
- McGeorge Bundy, Consigliere per la sicurezza nazionale
- John McCone, Direttore della CIA
- Generale Maxwell D. Taylor, U.S. Army, Capo dello stato maggiore congiunto degli Stati Uniti

### Altri membri
- George Ball, sottosegretario di Stato
- Llewellyn Thompson, ambasciatore degli Stati Uniti in Unione Sovietica
- Roswell Gilpatric, Vicesegretario della Difesa degli Stati Uniti d'America
- Dean Acheson, ex Segretario di Stato. Mandato dal presidente Kennedy in Francia per garantirsi il supporto del presidente Charles de Gaulle durante la crisi.